# Cyclarhis
Cyclarhis és un gènere d'ocells de la família dels vireònids (Vireonidae ).

## Taxonomia
Segons la Classificació del Congrés Ornitològic Internacional (versió 11.1, 2021) aquest gènere està format per dues espècies:
- Cyclarhis gujanensis - vireó botxí diademat.
- Cyclarhis nigrirostris - vireó botxí becnegre.